# Gonia frontosa
Gonia frontosa là một loài ruồi trong họ Tachinidae.